# Sin megami tenszei: Nine
A Sin megami Tenszei: NINE (真・女神転生 NINE; magyaros átírással Sin Megami Tenszei NINE) egy Megami Tensei játék amit csak Xbox-ra adtak ki és csak Japánban. Eredetileg MMORPG lett volna belőle, de a folyamatos csúszások miatt csak egyjátékos módot tartalmazó játékot adott ki az Atlus. Egyike azon kevés Xbox játékoknak amiket csak Japánban adtak ki. Egy online verziót ki akartak adni később, de ez nem történt meg, mert kevés Xboxot adtak el Japánban. A játékot két kiadásban adták ki a sima kiadásban és a Deluxe Packben. A Deluxe Pack tartalmazza a játékot, egy órát és egy Maria szobrot, mindezt egy nagyobb csomagba csomagolva.  A karakteret Yasuomi Umetsu, a démonokat Kazuma Kaneko tervezte.

## Történet
Mint a Megami Tensei II játékban is úgy ebben is a főszereplő egy óvóhelyen él egy nukleáris katasztrófa miatt. A főszereplő a legtöbb idejét egy Idea Space nevű helyen tölti ami az 1990-es évek Tokiójának virtuális mása. A rendszerben azonban vannak hibák. Ezeket Noisenak hívják. A Noise miatt démonok szabadulnak az Idea Spacere. A főhős és barátja „debuggerek”, nekik kell megállítani a démonokat.

## Szereplők
Kei Azuma - A játék főszereplője. Lehet férfi is és nő is, de a neve mindkét esetben Kei Azuma.

Baraki - Ha a játékos a férfi főszereplőt választja akkor ő menti meg az életét.

Sumire - Ha a játékos a nő főszereplőt választja akkor ő menti meg az életét egy Legion-tól (a Noise egyik démonja).

Mubiora és Miranda - A Central Administration Bureau debuggerei. Miranda lesz Kei társa ha férfi, Mubiora pedig ha nő.

Feris - A Central Administration Bureau elnöke.

Tsujimi - A Central Administration Bureau főnöke. Ő irányítja a debuggereket.

Shiki - egy angyal akit megfosztottak erejétől. Ő valójában Sariél arkangyal.

Naitou - vissza akarja hoznia a Gaia Cultot (a Káosz megtestesítőjét).

Steven - egy tolószékes férfi.

Maria - egy istennő aki az Idea Spacet irányítja.

## Játék leírás
A játék az első Shin Megami Tensei játékra hasonlít. A játékos nem kap tapasztalati pontokat, helyettük a nála lévő ékszerek szabják meg a játékos erejét. A Super Famicom játék zenéinek újra komponált verzióit tartalmazza. A boltok legtöbbjét Jack Frostok (az Atlus kabalafigurája) vezeti. A harcok valós időben zajlanak és a játékos csak azt mondhatja meg, hogy melyik démont támadhatja, de lehet velük beszélni is és ezzel csatlakozhatnak a játékoshoz. Ha több ilyen démont is szerez a játékos akkor kombinálhatja őket így létrehozva erősebbeket. A játék grafikája a PlayStation 2-es játékokétól elmarad. A hátterek előre rendereltek. A játék támogatja a Dolby Digital 5.1 hangzást.

## Zene
A játék zenéjét Maszaki Kurokava és Takahiro Ogata komponálta. 2002. december 5-én a játékhoz csomagolva adták ki.
| 1.  | Shin Megami Tensei NINE Concept Music | 1:20  |
| 2.  | Name Entry                            | 1:32  |
| 3.  | Shinjuku                              | 2:16  |
| 4.  | Panic                                 | 1:40  |
| 5.  | Boss System Battle                    | 2:07  |
| 6.  | Shop                                  | 1:54  |
| 7.  | Heretic Mansion                       | 1:51  |
| 8.  | Kichijouji 1                          | 1:42  |
| 9.  | RTS                                   | 2:23  |
| 10. | Kichijouji 2                          | 1:44  |
| 11. | Battle (N Law)                        | 1:05  |
| 12. | Harajuku                              | 1:43  |
| 13. | Battle (D Neutral)                    | 1:31  |
| 14. | Akihabara                             | 1:45  |
| 15. | Akiba Arena                           | 1:13  |
| 16. | Ikebukuro                             | 1:39  |
| 17. | Battle (D Law)                        | 2:06  |
| 18. | Roppongi                              | 2:18  |
| 19. | Underground Shopping Center           | 1:02  |
| 20. | Battle (L Neutral)                    | 1:40  |
| 21. | Shinagawa                             | 1:48  |
| 22. | Mesia Cathedral                       | 1:40  |
| 23. | Battle (L Chaos)                      | 1:46  |
| 24. | Ueno                                  | 1:55  |
| 25. | Battle (D Chaos)                      | 1:24  |
| 26. | Gaia Virtual Space                    | 1:27  |
| 27. | Shibuya                               | 1:32  |
| 28. | Shibuya 1009                          | 1:36  |
| 29. | Last Boss Battle                      | 2:13  |
| 30. | Staff Roll                            | 10:58 |

## Külső hivatkozások
- Shin Megami Tensei: NINE a GameFAQs-on
- Shin Megami Tensei: NINE a Hardcore Gaming 101-en
- Shin Megami Tensei: NINE a Megami Tensei Wikin